# Motonautica ai Giochi olimpici
La motonautica è stata una disciplina olimpica ufficiale ai soli Giochi della IV Olimpiade nel 1908. Precedentemente fu presentato al solo scopo dimostrativo a Parigi 1900. All'evento di Londra, presero parte 7 equipaggi differenti in tre diverse competizioni. Furono assegnate solo medaglie d'oro in quanto gli altri equipaggi in gara, in ciascun evento, non terminarono la gara.

## Medagliere
| Pos | Nazione       | Oro | Argento | Bronzo | Totale |
| --- | ------------- | --- | ------- | ------ | ------ |
| 1   | Gran Bretagna | 2   | 0       | 0      | 2      |
| 2   | Francia       | 1   | 0       | 0      | 1      |

## Albo d'oro
| Edizione    | Oro                    | Argento         | Bronzo          |                 |
| ----------- | ---------------------- | --------------- | --------------- | --------------- |
| Londra 1908 | Classe A - Open        | Classe A - Open | Classe A - Open | Classe A - Open |
| Londra 1908 | Francia Camille        | —               | —               |                 |
| Londra 1908 | Classe B — Under 60 ft |                 |                 |                 |
| Londra 1908 | Gran Bretagna Gyrinus  | —               | —               |                 |
| Londra 1908 | Classe C — 6,5–8 m     |                 |                 |                 |
| Londra 1908 | Gran Bretagna Gyrinus  | —               | —               |                 |